# Pandanus dubius
Espèce
Synonymes
- Barrotia gaudichaudii Brongn.[2]
- Barrotia macrocarpa (Vieill.) Brongn.[2]
- Barrotia tetrodon Gaudich.[2]
- Hombronia edulis Gaudich.[2]
- Pandanus andamanensium Kurz[2]
- Pandanus bagea Miq.[2]
- Pandanus compressus Martelli[2]
- Pandanus dubius var. compressus (Martelli) B.C.Stone[2]
- Pandanus edulis (Gaudich.) de Vriese[2]
- Pandanus hombronia F.Muell.[2]
- Pandanus kafu var. confluentus Kaneh.[2]
- Pandanus latifolius Perr.[2]
- Pandanus macrocarpus Vieill.[2]
- Pandanus odoratus Thunb.[2]
- Pandanus pacificus J.H.Veitch[2]
- Pandanus pacificus Veitch ex Masters[3]
- Pandanus tetrodon (Gaudich.) Balf.f.[2]
- Pandanus yamagutii Kaneh.[2]

Pandanus duius est une espèce de plantes de la famille des Pandanaceae.

## Liste des variétés
Selon NCBI (28 octobre 2017) et Tropicos (28 octobre 2017) (Attention liste brute contenant possiblement des synonymes) :
- variété Pandanus dubius var. compressus (Martelli) B.C. Stone
- variété Pandanus dubius var. dubius